# Mjölksnok
Mjölksnok (Lampropeltis triangulum) är en orm i släktet kungssnokar som förekommer i Amerika.

## Utseende
Individerna når en absolut längd av 35 till 175 cm. Vanligen blir ormen i tropiska regioner större. Fjällen på kroppen har olika färg och bildar ringar eller fläckar. Oftast förekommer röda, orange, gula, bruna eller vita ringar med mer eller mindre breda svarta kanter. Variationen mellan olika underarter eller populationer är stor. Med denna färgsättning påminner mjölksnoken om de giftiga korallormarna (Micrurus). Den är ett typiskt exempel för mimikry.

## Utbredning och habitat
Artens utbredningsområde sträcker sig från östra Kanada över nästan hela USA och Centralamerika till norra Sydamerika (Ecuador, Colombia, Venezuela). Mjölksnoken kan anpassa sig till olika habitat. Den hittas bland annat vid skogskanter, i öppna skogar, i fuktiga eller torra gräsmarker och i klippiga områden. Arten besöker även jordbruksmark och samhällens kanter.

## Ekologi
Individerna lever främst ensamma och kan vara aktiva på dagen och på natten. I tempererade regioner bildas före vinterdvalan större grupper som kan iakttas när de solbadar.
Mjölksnoken jagar olika smådjur som kvävs ihjäl. Den äter främst små gnagare samt fåglar, ödlor, ägg och andra ormar.
Parningen sker troligen efter vinterdvalan när hannar och honor vistas i gömstället. Honan lägger 2 till 17 ägg (vanligen 10) på en skyddad plats. Äggen kläcks efter 28 till 39 dagar och ungarna är vid denna tidpunkt 14 till 28 cm långa. Efter 3 till 4 år är ungarna lika stora som de vuxna djuren. Livslängden i naturen är inte känd. I människors vård kan arten leva i 21 år.
Mjölksnoken jagas av olika rovdjur som rävar, skunkar, tvättbjörnar eller prärievargar. När ormen känner sig hotad viftar den med svansen och framkallar ett ljud som påminner om ljudet från skallerormar. Ibland dödas ormen av människor som misstar mjölksnoken för en korallorm.

## Taxonomi
Lampropeltis triangulum listas inte av IUCN. The Reptile Databas listar cirka 25 underarter.